# Zelotes berytensis
Zelotes berytensis är en spindelart som först beskrevs av Simon 1884.  Zelotes berytensis ingår i släktet Zelotes och familjen plattbuksspindlar.
Artens utbredningsområde är Syrien. Inga underarter finns listade i Catalogue of Life.